# Masaki Tsuchihashi
Masaki Tsuchihashi (jap. 土橋 正樹 Tsuchihashi Masaki; ur. 23 lipca 1972) – były japoński piłkarz, reprezentant kraju.

## Kariera klubowa
Od 1995 do 2003 roku występował w klubie Urawa Reds.

## Kariera reprezentacyjna
W reprezentacji Japonii zadebiutował w 1996.

## Statystyki
| Reprezentacja Japonii | Reprezentacja Japonii | Reprezentacja Japonii |
| Rok                   | Mecze                 | Gole                  |
| --------------------- | --------------------- | --------------------- |
| 1996                  | 1                     | 0                     |
| Razem                 | 1                     | 0                     |